# Nematorhynchus parvoacumine
Nematorhynchus, Nematorhynchidae
Famille
Genre
Espèce
Nematorhynchus parvoacumine , unique représentant du genre Nematorhynchus et de la famille des Nematorhynchidae, est une espèce de vers plats marins de l'ordre des Rhabdocoela (infra-ordre des Schizorhynchia  et sous-ordre des Kalyptorhynchia). Cette espèce a été identifiée en Mer du Nord, sur une plage de l'île de Sylt en Allemagne.

## Écologie et comportement
Nematorhynchus envahit des larves d’insectes aquatiques du genre Sialisen (Mégaloptères). Ces larves sont consommées par des poissons et le ver adulte se fixe à l'aide de sa trompe aux parois intestinales du poisson.

## Systématique
Les noms valides complets (avec auteur) de ces taxons sont :
- pour la famille :  Nematorhynchidae Schilke, 1969,
- pour l'unique genre de la famille : Nematorhynchus Schilke, 1969,
- pour l'unique espèce du genre : Nematorhynchus parvoacumine Schilke, 1969.

### Publication originale
(de) Karl Schilke, « Zwei neuartige Konstruktionstypen des Rüsselapparates der Kalyptorhynchia (Turbellaria) », Zeitschrift für Morphologie der Tiere, vol. 65, 1969, pp. 287-314